# Liste der Naturdenkmale in Ganderkesee
Die Liste der Naturdenkmale in Ganderkesee enthält die Naturdenkmale in Ganderkesee im Landkreis Oldenburg in Niedersachsen.
Am 31. Dezember 2016 gab es nach der Statistik des Niedersächsischen Landesbetrieb für Wasserwirtschaft, Küsten- und Naturschutz im Landkreis Oldenburg insgesamt 346 Naturdenkmale im Zuständigkeitsbereich der Unteren Naturschutzbehörde.
Die vom Landkreis Oldenburg veröffentlichten Listen enthalten insgesamt 354 Naturdenkmale. Von diesen liegen 54 im Gebiet der Gemeinde Ganderkesee.

## Naturdenkmale
| Bild            | Bezeichnung                                        | Ort, Lage                         | Beschreibung | Schutzzweck | Nummer |
| --------------- | -------------------------------------------------- | --------------------------------- | --- | ----------- | ------ |
| BW              | Birkenbruch am Postmeisterweg                      | (53° 7′ 4″ N, 8° 30′ 59,1″ O)     | natürlich aufgewachsener Birkenbruchwald mit mehreren Waldameisenhügeln. Rest des Geestrandmoores. Fläche 29426 m² |             | ND 201 |
| Fotos hochladen | Kerngebiet Neuenlander Moor                        | (53° 6′ 34,6″ N, 8° 32′ 52,7″ O)  | Birkenmoorwald mit eingelagerten Handtorfstichen. Fläche 3123 m² |             | ND 202 |
| Fotos hochladen | Wachtendorfer Eiche                                | (53° 5′ 54″ N, 8° 30′ 35,8″ O)    | Kurzer Stamm, der sich in 2 m Höhe zu einer schönen, sehr ausladenden Krone verzweigt, Höhe 20 m, Stammumfang 3,75 m, Kronenbreite 20 m. Fläche 314 m²                                                                                           |             | ND 203 |
| BW              | Mammutbaum in Hohenböken                           | (53° 5′ 31,9″ N, 8° 30′ 58″ O)    | Größter Baum dieser Art (Sequoiadendron giganteum) in Norddeutschland, Stammumfang 4,70 m, an der Spitze weist er Gabelwuchs auf. Fläche 100 m²                                                                                                  |             | ND 204 |
| BW              | Teichanlage bei Kamern                             | (53° 5′ 39,9″ N, 8° 33′ 43,7″ O)  | Teich mit Wasserpflanzen Gesellschaften, in naturnahem Wald gelegen. Fläche 2155 m² |             | ND 205 |
| BW              | Zwei Linden an der Nutzhorner Straße               | (53° 5′ 43,4″ N, 8° 34′ 23,9″ O)  | Eine einstämmige, eine zweistämmige Linde, Kronen ineinander gewachsen, freistehend, Höhe ca. 20 m, Kronendurchmesser 20 m, Stammumfang 3,30 und 3,95 m. Fläche 227 m²                                                                           |             | ND 206 |
| BW              | Blutbuche in Nutzhorn                              | (53° 5′ 44,2″ N, 8° 34′ 21,7″ O)  | Freistehende Blutbuche, Höhe 20 m, Stammumfang 4,20 m. Fläche 453 m² |             | ND 207 |
| BW              | Eichenreihe in Nutzhorn                            | (53° 5′ 43″ N, 8° 34′ 13,5″ O)    | Eichenreihe von 130 m Länge, Stammumfang 1,70–3,30 m. Fläche 2210 m² |             | ND 208 |
| BW              | Königsfarnbestand I in Altengraben                 | (53° 5′ 50,3″ N, 8° 35′ 11,1″ O)  | Sehr üppiges Vorkommen des Königsfarns auf einer Länge von 151 m. Fläche 453 m² |             | ND 209 |
| BW              | Königsfarnbestand II in Altengraben                | (53° 5′ 42,2″ N, 8° 35′ 9,2″ O)   | Sehr üppiges Vorkommen des Königsfarns auf einer Länge von 155 m. Fläche 465 m² |             | ND 210 |
| BW              | Königsfarnbestand bei Schönemoor                   | (53° 5′ 20,1″ N, 8° 35′ 47,4″ O)  | nur noch 2 Exemplare des ehemals 20 Exemplare umfassenden Bestandes. Fläche 75 m² |             | ND 211 |
| Fotos hochladen | Dicke Eiche im Stenumer Holz                       | (53° 4′ 51,2″ N, 8° 34′ 7,3″ O)   | Torso einer ehemals mächtigen Eiche, Alter ca. 350 Jahre. Fläche 100 m² |             | ND 212 |
| Fotos hochladen | Granitfindlinge im Stenumer Holz                   | (53° 4′ 44,4″ N, 8° 33′ 46,8″ O)  | 40 Granitfindlinge verstreut im Stenumer Holz mit einer Größe zwischen 0,5 m und 2,70 m. Fläche 100 m² |             | ND 213 |
| Fotos hochladen | Kriegerdenkmal in Stenum                           | (53° 4′ 41,6″ N, 8° 33′ 26,3″ O)  | Gruppe von 4 eng beieinanderstehenden Eichen. Fläche 13 m² |             | ND 214 |
| Fotos hochladen | Stieleiche in Kühlingen                            | (53° 3′ 36,7″ N, 8° 30′ 33″ O)    | freistehender, nur ca. 12 m hoher Baumgreis mit starken Schäden an Wurzeln (Folge früherer Beweidung) und Krone. Fläche 115 m² |             | ND 216 |
| BW              | Dannemann-Eiche                                    | (53° 3′ 34,2″ N, 8° 30′ 35,7″ O)  | auf einer Weide freistehende, gesunde Eiche mit dichter, ovaler Krone, Höhe ca. 20 m, Stammumfang ca. 3,90 m, Kronendurchmesser ca. 15 m. Fläche 180 m²                                                                                          |             | ND 217 |
| BW              | Eiche zur Försterei                                | (53° 3′ 49″ N, 8° 31′ 4,1″ O)     | Alte Eiche mit schirmartiger, einseitiger Krone, Stammschäden, Höhe ca. 20 m, Stammumfang 4,10 m, Kronendurchmesser ca. 18 m. Fläche 201 m² |             | ND 218 |
| BW              | Niedermoor bei Neumühlen                           | (53° 3′ 13,7″ N, 8° 33′ 11,4″ O)  | eine typisch entwickelte Quell-Feuchtbrache mit Niedermoorgesellschaften. Fläche 12868 m² |             | ND 219 |
| Fotos hochladen | Stieleiche am Lutherstift                          | (53° 2′ 54,2″ N, 8° 29′ 17,5″ O)  | Mächtige, alte Eiche, Stamm gabelt sich in 2 m Höhe in eine riesige Krone, Höhe über 20 m, Stammumfang 6,10 m, Kronendurchmesser ca. 25 m. Fläche 284 m²                                                                                         |             | ND 220 |
| Fotos hochladen | Ehemalige Bodenabbaustelle am Peterskamp           | (53° 2′ 37,6″ N, 8° 30′ 47,9″ O)  | Beim Bodenabbau entstandene Wasserfläche mit einer Sumpfpflanzenzone. Fläche 21100 m² |             | ND 221 |
| Fotos hochladen | Schlatt bei Orth                                   | (53° 2′ 29,4″ N, 8° 28′ 58,2″ O)  | Schlatt mit typischer Moorvegetation mit Schwingrasen, Torfmoosen, Wollgras etc. Fläche 4800 m² |             | ND 222 |
| BW              | Niedermoor bei Blanken                             | (53° 2′ 24,6″ N, 8° 30′ 4″ O)     | Niedermoor mit verschiedenen, gefährdeten Pflanzengesellschaft und Erlenbruchwald. Fläche 20066 m² |             | ND 223 |
| Fotos hochladen | Buche in Neddenhüsen                               | (53° 1′ 43″ N, 8° 32′ 56,2″ O)    | Freistehende Buche mit breit ausladender Krone, Höhe ca. 20 m, Stammumfang 5,05 m, Kronendurchmesser ca. 29 m, Alter ca. 250 Jahre. Fläche 66 m²                                                                                                 |             | ND 225 |
| Fotos hochladen | Friedenseiche in Bergedorf                         | (53° 1′ 39,2″ N, 8° 28′ 3,3″ O)   | freistehende Eiche mit schirmförmiger Krone, Höhe ca. 15 m, Stammumfang 2,90 m, Kronendurchmesser ca. 20 m. Fläche 38 m² |             | ND 226 |
| Fotos hochladen | Kleines Kuhlenmoor                                 | (53° 0′ 58,6″ N, 8° 26′ 17,6″ O)  | Wasser- bzw. Moorfläche, starker Flatterbinsenbestand, randlich Birken und Weiden. Fläche 6700 m² |             | ND 227 |
| Fotos hochladen | Teich beim großen Sand                             | (53° 1′ 2″ N, 8° 26′ 24″ O)       | Teich mit Sumpfzone auf der Nordseite, Vorkommen seltener Pflanzenarten und Pflanzengesellschaften. Fläche 2100 m² |             | ND 228 |
| Fotos hochladen | Großes Kuhlenmoor                                  | (53° 0′ 52,3″ N, 8° 26′ 29,8″ O)  | Moor mit Handtorfstichen, z. T. verlandet mit Weiden- und Birkengebüsch. Ansonsten typische Moorvegetation mit Torfmoosen. Ein Tümpel an der Nord-Ostseite des Moores mit Wasserlinsen-Gesellschaften und vielen Wasserfröschen. Fläche 15650 m² |             | ND 229 |
| Fotos hochladen | Schlatt beim Dreijücksplacken                      | (53° 0′ 44,8″ N, 8° 26′ 52,8″ O)  | Schlatt mit Verlandungsstadien, mit Schilf, Tormososen, Binsen, Birken etc.; im Osten Birkenbruchwald. an der Nordseite muss eine Pufferzone zu landwirtschaftlichen Nutzflächen eingehalten werden. Fläche 8200 m²                              |             | ND 230 |
| Fotos hochladen | Schlatt auf der Kälberweide                        | (53° 0′ 53,7″ N, 8° 27′ 24,8″ O)  | Schlatt mit typischer Moorvegetation wie Wollgras, Torfmoose und Pfeifengras; am Rand viele Binsen, randlich Birkenbruchwald. Fläche 7000 m² |             | ND 231 |
| Fotos hochladen | Friedenseiche „Auf der Kälberweide“                | (53° 0′ 53,6″ N, 8° 27′ 28,5″ O)  | Eiche von ca. 250 Jahren, Höhe ca. 15 m, Kronendurchmesser ca. 15 m, Stammumfang 4,55 m. Fläche 616 m² |             | ND 232 |
| Fotos hochladen | Eiche bei der Immer Bäke                           | (53° 0′ 51,5″ N, 8° 29′ 27,6″ O)  | freistehende Eiche von ca. 350 Jahren, Höhe ca. 20 m, Stammumfang 5,25 m. Fläche 573 m² |             | ND 233 |
| Fotos hochladen | Kamphus-Schlatt                                    | (53° 0′ 35,6″ N, 8° 30′ 52″ O)    | Vermoortes Schlatt mit Handtorfstichen und typischer Moorvegetation, Birkenbruchwald; Amphibien-Laichgewässer. Fläche 23400 m² |             | ND 234 |
| Fotos hochladen | Westermanns-Schlatt                                | (52° 59′ 57,5″ N, 8° 31′ 40,9″ O) | Artenreiches Schlatt mit Schwingrasen, Torfmoos, Wollgras, Seggen, Igelkolben etc.; umgeben von einem ca. 5 m breiten Ringgraben, vorkommen gefährdeter Pflanzenarten. Fläche 2450 m²                                                            |             | ND 235 |
| Fotos hochladen | Rotte-Schlatt                                      | (52° 59′ 55″ N, 8° 31′ 46,6″ O)   | Sehr kleine, offene Wasserfläche; Vorkommen bedrohter Pflanzenarten. Fläche 5500 m² |             | ND 236 |
| Fotos hochladen | Düssmann-Schlatt                                   | (53° 0′ 17,4″ N, 8° 32′ 6,8″ O)   | Schlatt inmitten einer Weidefläche mit offener Wasserfläche und Sumpfvegetation. Fläche 5500 m² |             | ND 237 |
| Fotos hochladen | Schlatt beim Heidplacken                           | (53° 0′ 9,7″ N, 8° 32′ 6,5″ O)    | Schlatt mit offener Wasserfläche, Schwingrasen mit Torfmoos, Wollgras, Seggen und Binsen, inmitten einer Weidefläche. Fläche 1850 m² |             | ND 238 |
| Fotos hochladen | Grashorn-Schlatt                                   | (53° 0′ 6,9″ N, 8° 31′ 59,1″ O)   | Schlatt mit offener Wasserfläche, Schwingrasen mit Torfmoos, Wollgras, Seggen und Binsen, inmitten einer Weidefläche. Fläche 1250 m² |             | ND 239 |
| Fotos hochladen | Schlatt beim „Anschuß“                             | (53° 0′ 3,2″ N, 8° 32′ 13,9″ O)   | Schlatt mit offener Wasserfläche, Seggen und Binsen. Fläche 1600 m² |             | ND 240 |
| Fotos hochladen | Verbuschtes Schlatt                                | (52° 59′ 23″ N, 8° 29′ 25″ O)     | Stark verbuschtes Schlatt mit überwiegend Weiden, Birken und Erlen. Fläche 11500 m² |             | ND 241 |
| Fotos hochladen | Zwei verbundene Schlatts bei Hengsterholz          | (52° 59′ 16,7″ N, 8° 29′ 35,4″ O) | Das westliche Schlatt hat eine offene Wasserfläche, es wurde 1983 entlandet. Das östliche Schlatt entwässert in das westliche Schlatt. Fläche 26022 m²                                                                                           |             | ND 242 |
| Fotos hochladen | Schlatt beim Hengsterholzer Fuhrenkamp             | (52° 59′ 26,4″ N, 8° 29′ 57,8″ O) | Vermoortes Schlatt mit offenen Wasserflächen, Grauweidengebüsch, Rohrkolbenröhricht, Sumpfreitgras, Wassernabel, dazwischen Torfmoose. Fläche 5000 m²                                                                                            |             | ND 243 |
| Fotos hochladen | Moor bei Neustadt                                  | (52° 59′ 6,4″ N, 8° 30′ 12,5″ O)  | Vermoortes Schlatt mit offenen Wasserflächen und einigen Weiden. Fläche 9730 m² |             | ND 244 |
| Fotos hochladen | Lindenallee in Havekost                            | (52° 59′ 40,3″ N, 8° 32′ 2,6″ O)  | landschaftsbildprägende Allee von ca. 900 m Länge, Höhe ca. 15–18 m. Fläche 1350 m² |             | ND 245 |
| Fotos hochladen | Wacholderhain Meierhafe                            | (52° 58′ 56,8″ N, 8° 32′ 34,2″ O) | Sehr alte, große Wacholderbüsche, Vorkommen an der westlichen Verbreitungsgrenze. Fläche 4067 m² |             | ND 246 |
| Fotos hochladen | Findling und Friedenseiche in Hengsterholz         | (52° 58′ 47,2″ N, 8° 32′ 31,9″ O) | Eiche in einem Baumbestand, Höhe ca. 20 m, Stammumfang 3,10 m, Findling von 2,35 m Durchmesser, länglich-eiförmig. Fläche 314 m² |             | ND 247 |
| Fotos hochladen | Friedenseiche bei der alten Schule in Hengsterholz | (52° 58′ 55″ N, 8° 32′ 9,7″ O)    | Friedenseiche von 1871, Höhe ca. 20 m, Stammumfang 3,10 m. Fläche 35 m² |             | ND 248 |
| Fotos hochladen | Friedenseiche in Hengsterholz                      | (52° 58′ 35,2″ N, 8° 31′ 47″ O)   | Friedenseiche von 1918. Höhe ca. 10 m, Stammumfang 2,20 m, Kronendurchmesser ca. 22,0 m. Fläche 255 m² |             | ND 249 |
| Fotos hochladen | Friedenseiche in Havekost                          | (52° 59′ 24,1″ N, 8° 32′ 7″ O)    | Friedenseiche von 1871, Höhe ca. 20 m, Stammumfang 3,20 m. Fläche 275 m² |             | ND 250 |
| Fotos hochladen | Feuchtfläche am Ramsauer Weg                       | (53° 2′ 42,1″ N, 8° 33′ 9,3″ O)   | Seggen- und binsenreiche Nasswiese mit Vorkommen einer besonders geschützten Pflanzenart. Fläche 10019 m² |             | ND 251 |
| Fotos hochladen | Schlatt westlich Hestern                           | (52° 59′ 37″ N, 8° 30′ 23,3″ O)   | Gehölzfreies Wiesenschlatt mit offener Wasserfläche und flach überstauten Seggen-, Binsen- und Simsenrieden. Fläche 5000 m² |             | ND 252 |
| Fotos hochladen | Feuchtwiese am Steinbuck                           | (53° 0′ 58,1″ N, 8° 29′ 31,7″ O)  | Artenreiche, besonders schön ausgeprägte, von alten Bäumen und Hecken eingefasste Feuchtwiese. Fläche 11919 m² |             | ND 253 |
| Fotos hochladen | Eiche im Dummbäketal                               | (53° 1′ 44″ N, 8° 33′ 19,3″ O)    | Freistehende Eiche mit ausladender Krone. Kronendurchmesser 20 m, Kronenansatz in ca. 3 m Höhe, Baumhöhe 18 m, Stammumfang ca. 3,5 m. Der Baum macht einen sehr vitalen Eindruck.                                                                |             | ND 254 |
| Fotos hochladen | Eiche in Hengsterholz                              | (52° 58′ 33,7″ N, 8° 31′ 46,5″ O) | Mächtige Hofeiche mit ausladender Krone. Stammumfang: 4,20 m, Höhe: 20 m,Kronendurchmesser: 24 m, Kronenansatz in 2 m Höhe: Gabelung in vier starke Äste. In der Gabelung befindet sich eine feuchte Stelle, an der Fäulnisgefahr besteht.       |             | ND 255 |
| Fotos hochladen | Lüttke Moor                                        | (53° 4′ 30,8″ N, 8° 34′ 46,5″ O)  | Quellige, seggen- und binsenreiche Feuchtwiese mit Vorkommen einer besonders geschützten Pflanzenart. Fläche 9000 m² |             | ND 256 |
| Fotos hochladen | Eiche in Stenum                                    | (53° 4′ 42,7″ N, 8° 33′ 25,6″ O)  | (Ist in der Gemeindeliste der Naturdenkmale Ganderkesee nicht aufgeführt, aber vor Ort als Naturdenkmal beschildert) |             |        |